# Хронология LTE
Проект LTE был создан, чтобы достичь стандарта беспроводной передачи данных 4G.

## Развитие проекта LTE
В конце ноября 2010 года Международный союз электросвязи официально признал LTE-Advanced стандартом беспроводной связи четвёртого поколения.

## Развитие сетей LTE по странам
14 декабря 2009 года шведская телекоммуникационная компания TeliaSonera совместно с Ericsson объявила о запуске первой в мире коммерческой сети стандарта 4G в Стокгольме и Осло.
По словам старшего вице-президента Ericsson Йохана Уиберга, скорость скачивания в сети Telia должна была составить от 20 до 80 Мбит/с.
В июле 2010 года оператор МТС запустил первую в странах СНГ коммерческую сеть стандарта LTE в столице Узбекистана Ташкенте. Скорость передачи данных в сети четвёртого поколения будет достигать 100 Мбит/с. При этом она будет работать в диапазоне 2,5—2,7 ГГц. Сеть построена на оборудовании китайской компании Huawei. Пока она работает только в центральной части узбекской столицы, однако компания рассчитывает в будущем расширить зону покрытия сети.
В Молдавии в 2011 году Orange Moldova, Moldcell и приднестровский оператор «Интерднестрком» (IDC) также планировали ввести в эксплуатацию сеть 4G.
С 9 декабря 2011 года в Бишкеке начались подключения к высокоскоростному беспроводному Интернету четвёртого поколения по технологии LTE. Сеть на базе собственных технических ресурсов была развёрнута независимым альтернативным оператором связи Киргизии — ЗАО «Saima-Telecom».
29 декабря 2011 года в компании «Интерднестрком» (Приднестровье) был выполнен первый тестовый звонок с использованием технологии LTE в диапазоне 800 МГц (band 20), а 21 апреля 2012 года ЗАО «Интерднестрком» подключила первого коммерческого абонента LTE 
19 июня 2012 года Telefónica Czech Republic, a.s. запустила первую коммерческую сеть LTE в Чешской Республике.
8-9 ноября 2012 года АО «Moldcell» и АО «Orange Moldova» получили лицензии LTE в диапазоне 2500—2690 МГц (шириной 2×20 МГц, band 3) в Молдове .
25 декабря 2012 года в Казахстане в городах Астана и Алма-Ата начала функционировать сеть 4G.
4 июля 2013 года ЗАО «АКВАФОН-GSM» (Республика Абхазия) выдано разрешение на эксплуатацию базовых станций на основе технологии 4G (LTE) в городе Сухуми в частотном диапазоне 800 МГц (20 band) в полосе 15 МГц FDD.http://www.aquafon.com/company/news/2013/lte/
18 сентября 2013 года оператор TM Cell (Туркменистан) начал подключение абонентов к сети LTE. http://tmcell.tm/ru-RU/news-lte-start Архивная копия от 21 сентября 2013 на Wayback Machine
28 февраля 2014 года компания Orange Молдова увеличила скорость мобильного Интернета LTE до 150 Мбит/с (LTE Cat.4) 

### В России
Генеральный директор компании Yota Денис Свердлов заявил в мае 2010 года, что первые пять городов России будут покрыты новой сетью уже в 2010 году.
Первым городом в России, поддерживающим стандарт LTE, должна была стать Казань, за ней — Новосибирск и Самара. Впрочем, это заявление Свердлова было опровергнуто Роскомнадзором:

Решения Государственной комиссии по радиочастотам (ГКРЧ), на основании которых выданы лицензии, содержат тактико-технические характеристики радиоэлектронного оборудования, при анализе этих характеристик понятно, что они подразумевают развитие технологии WiMAX.
— Александр Катулевский
Однако 7 июля 2010 года Роскомнадзор признал, что «Скартел» (бренд Yota) и «Ростелеком» смогут развернуть сети четвёртого поколения по технологии LTE, используя уже выданные двум операторам частоты. «Скартел» планирует обжаловать в суде решение Роскомнадзора о признании недействительным разрешения на использование частот в диапазоне 2,5—2,7 ГГц в 170 городах РФ.. На октябрь 2010 ГКРЧ ещё не определила полосы частот для внедрения LTE, характеристики оборудования и условия использования.
3 марта 2011 года Yota подписала меморандум о развитии LTE в России с крупнейшими операторами связи: «Билайн» («Вымпелком»), «Мегафон», «МТС» и «Ростелеком». Участники сделки должны были получить доступ к инфраструктуре сети мобильной связи 4-го поколения, которая будет создаваться группой Yota на базе своего сетевого оператора «Скартел», и опционы на выкуп долей в «Скартел» по рыночной цене в 2014 году. Подписание меморандума состоялось в московском офисе Yota в присутствии Председателя Правительства Российской Федерации Владимира Путина.
15 сентября 2011 года МТС объявила о выходе из консорциума, объяснив это завышенной стоимостью проекта (1 млрд $ за долю в «Скартел»).
В сентябре 2011 года «Скартел» получил разрешение Государственной комиссии по радиочастотам (ГКРЧ) на использование ранее выделенного под WiMAX диапазона для запуска сети LTE, став таким образом первым оператором LTE в России. 20 декабря 2011 года компания «Скартел» запустила сеть сотовой связи LTE в Новосибирске. В коммерческую эксплуатацию сеть планировалось запустить 22 марта, позже дата запуска была сдвинута на 16 апреля. На тестировании сети наибольшая скорость скачивания составляет 20 Мбит/c. Скорость была специально урезана до 20 Мбит/с с тем, чтобы не вызвать перегрузки сети.
В сентябре 2011 чеченский оператор «Вайнах-телеком» объявил о выборе поставщиков LTE-сети. 29 октября 2011 года «Вайнах-телеком» заявил о том, что он остановился на решении российского поставщика.
Компания МТС планировала запустить сеть LTE в Москве весной 2012 года, используя сеть пассивных ВОЛС. Сеть была запущена в тестовом режиме к июню. Начиная с 1 июля сеть 4G LTE начала работать в полном объёме.
Дополнительный конкурс на распределение частот связи четвёртого поколения должен пройти в России во втором квартале 2012 года.
По оценкам экспертов, конверсия частот в разрешённых ГКРЧ к использованию в диапазонах 791—862 МГц, 2,3—2,4 ГГц и 2,5—2,7 ГГц может занять до 8 лет и обойтись, по разным оценкам, в от 60 до 270 миллиардов рублей.

Та же Yota уже готова запустить прямо сейчас около 10 городов с технологией LTE, но очевидно, что этот процесс сейчас искусственно замораживается, дабы не запустить кого-то раньше. До сих пор есть какой-то вакуум в вопросе, какие частоты кому отдадут.— Денис Кусков, руководитель ИАА “TelecomDaily”
В июле 2012 года четыре крупнейших российских телекоммуникационных оператора — «Ростелеком», МТС, «Мегафон» и «Вымпелком» — по результатам конкурса, организованного Роскомнадзором, получили LTE-лицензии. По условиям конкурса, операторы должны приступить к оказанию LTE услуг связи с июля 2013 года, а в полноценном режиме сети должны заработать с 2019 года.
В связи с постепенным сокращением использования 3G и ростом использования 4G в 2017 году ГКРЧ разрешила всем операторам связи перевод (рефарминг) диапазона частот 2,1 ГГц с 3G на 4G (LTE). В 2021 году МТС провела данный рефарминг в Санкт-Петербурге, а Tele2 проводила его в Москве. По состоянию на июль 2022: МТС планирует «по мере проведения модернизации сети» рефарминг в Москве «и в других регионах»; Tele2 тоже планирует «продолжать эту работу»; «МегаФон» сообщил, что «проводит рефарминг по мере необходимости»; а Вымпелком (Билайн) намерен уже к сентябрю 2022 завершить перевод сетей стандарта 3G в диапазоне 2,1 ГГц на технологию LTE (4G) в Москве и Московской области — при этом для 3G будет сохранён диапазон 900 МГц, то есть диапазон с самой низкой пропускной способностью. До конца 2023 Билайн намерен «отказаться от 3G» в более чем 25 регионах России.

### В Беларуси
16 ноября 2010 года Государственной комиссией по радиочастотам было принято решение о разрешении белорусским операторам связи life:) и МТС, а также РУП «Белтелеком» провести опытную эксплуатацию технологии LTE. До 1 сентября 2011 года планировалось провести конкурс на право коммерческого использования LTE-радиочастот и получения лицензии.
14 января 2011 года компания А1 подала заявку на получение 4G-частот в диапазоне 800 МГц.
В декабре 2011 белорусское отделение российской компании Yota (компания Йота-Бел) запустила LTE-сеть в Минске и Гродно в режиме коммерческой эксплуатации. В июне 2012 Yota-бел прекратила эксплуатацию LTE-сети в Белоруссии.
В феврале 2011 была публично продемонстрирована работа тестовой LTE-сети от life:). К апрелю 2011 LTE-сеть из 4 станций от МТС функционировала в тестовом режиме.
В конце 2012 года в Белоруссии создан инфраструктурный оператор «Белорусские облачные технологии» (beCloud), который, согласно указу Президента Республики Беларусь №556 от 13 декабря 2012 года, получил эксклюзивные права на использование частот для организации LTE-сети.  
В августе 2013 beCloud получил лицензию на осуществления деятельности в области связи с выделением полос радиочастот шириной в 20 и 35 МГц для развертывания сети стандарта LTE в Белоруссии.
17 декабря 2015 года beCloud запустил в коммерческую эксплуатацию сеть LTE Advanced в городе Минске (в декабре 2016 года – все областные города и некоторые регионы страны) . Поставщиком оборудования для LTE-сети стала компания Huawei. На сентябрь 2020 года  LTE Advanced работает в трех диапазонах — 800 МГц, 1800 МГц и 2600 МГц.
beCloud является единственным в Белоруссии обладателем лицензии для развертывания сети стандарта LTE и предоставляет в пользование свою сеть другим операторам. Так, с момента запуска LTE-сеть была доступна только абонентам МТС. В 2016 году доступ к сети появился у абонентов мобильного оператора life:) и провайдера UNET.by.
В апреле 2015 года компания А1, проведя модернизацию сетей, заявила о технической готовности предоставлять услуги связи на основе LTE на базе собственной сети. С момента готовности собственной сети A1 постоянно вёл переговоры о получении соответствующей лицензии. Также проходили переговоры о сотрудничестве с beCloud. 
В марте 2019 доступ к сети LTE-сеть от beCloud появился у абонентов А1 (к концу 2019 года 4G-сеть в диапазоне 1800 МГц стала доступна во всех крупных городах). 
В конце 2019 года А1 первым в Белоруссии запустил технологию VoLTE, которая дает возможность передавать голосовые вызовы в сети LTE.  
В декабре 2019 года компания А1 объявила о стратегическом партнёрстве с инфраструктурным оператором beCloud по развитию мобильной связи стандарта 4G в Белоруссии, которое рассчитано на 3 года. Начиная с 2020 года А1 предоставил часть своей инфраструктуры под базовые станции, а также транспортную сеть, чтобы 4G-сеть в частотном диапазоне 800 МГц стала доступна в сельской местности. Благодаря этому с августа 2020 года по сентябрь 2021 года зона покрытия сети 4G расширилась: в Гомельской области — до 96,4 %, в Могилевской области — до 81%, в Минской области — до 89% , в Витебской области — до 75%, в Брестской области до 67%. В ноябре 2022 компания А1 начала использовать новый частотный диапазон 2600 МГц на около 1,5 тыс. базовых станций LTE инфраструктурного оператора beCloud.

### Комментарии
1. ↑  Возможно, имеется в виду именно диапазон 2,1 ГГц, так как на другие диапазоны ещё нет разрешения ГКРЧ. Но именно этот диапазон является основным.